# Hötjärnen (Piteå socken, Norrbotten, 725461-174467)
Hötjärnen är en sjö i Piteå kommun i Norrbotten och ingår i Rokåns huvudavrinningsområde.